# Vampire Master Dark Crimson
Vampire Master Dark Crimson (el títol original en japonès: ダーククリムゾン) és un manga de terror eròtic creat per Satoshi Urushihara amb la col·laboració de Mie Takase i publicat el 2000. Ha sigut traduït al francès i a l'alemany.
A Alemanya fou publicat per Planet Manga prop de 2002 en tres toms. El 2002 fou censurat per Bundesprüfstelle für jugendgefährdende Medien com a perillós a causa de les escenes de sexe i violència presents al còmic. Se'n publicaren dues versions: una censura sota el títol Vampire Master, venuda als majors de 16 anys, i la versió sense censura amb el títol de Dark Crimson. Més tard, el 2004 la filial alemanya de Panini publicà com a Dark Crimson.
A França fou publicat amb el títol de Dark Crimson per Pika.

## Rebuda
A Manga News es puntuà els tres toms de la manera següent: el primer un 10 sobre 20, el segon un 12 sobre 20 i el tercer un 7 sobre 20. També es ressenyà els volums: del primer digué que no és una història original i on la història és secundària, els dissenys dels personatges són destacablement bons; del segon volum digué que es manté el nivell dels dissenys dels personatges del volum anterior mentre que els escenaris decauen en aquest i del tercer digué que solament pagaven la pena la part estètica del volum.